# ایدار
ایدار (به انگلیسی: Idar) یک منطقهٔ مسکونی در هند است که در Idar Taluka واقع شده‌است. ایدار ۲۹٬۵۹۷ نفر جمعیت دارد و ۱۹۵ متر بالاتر از سطح دریا واقع شده‌است.